# آوه ماریا (ترانه بیانسه)
« آوه ماریا» یا «درود بر مریم» (Ave Maria) ترانه‌ای از هنرمند اهل ایالات متحده آمریکا بیانسه است. این ترانه در آلبوم من...ساشا فیرس هستم قرار داشت.